# Клименко Юрій Васильович
Юрій Васильович Клименко (нар. 3 травня 1975) — український футболіст, футзаліст, воротар, тренер

## Життєпис
Професіональну кар'єру починав в клубі «Оболонь». У 2001-2002 роках виступав за клуб російської Другої ліги «Динамо» з Махачкали. Після чого поїхав до В'єтнаму, де грав за команду вищої ліги «Донгтхап», далі разом з Миколою Литовкою, Олександром Баленком, Анатолієм Балацький та Дьяченком грав за «Канг». З 2006 році виступав за клуби нижчих дивізіонів України, серед яких: «Княжа», «Інтер» (Боярка), «Зірка» з Києва, «Ірпінь» (Гореничі). У 2009 році грав за «Ніньбінь». У 2016 році тренував клуб з пляжного футболу «Крила Рад» з Самари.